# Paul Bureau
Paul Bureau (1865-1923) est un juriste et sociologue français, vulgarisateur et rénovateur de l’école de la science sociale née des travaux de Frédéric Le Play, né à Elbeuf le 5 octobre 1865 et décédé à Paris 6e le 7 juin 1923.

## Biographie
Paul Émile Bureau naît à Elbeuf le 5 octobre 1865, au domicile de ses parents, 28 rue de la Barrière. Son père, Louis Émile Bureau (1830-1898), y tenant un magasin important de nouveautés (5 employées), est alors âgé d’environ 35 ans ; sa mère Eugénie Caruette (1832-1907), sans profession, a presque 33 ans. Ils se sont mariés à Dieppe, le 17 avril 1860. Les deux témoins de la naissance sont des amis, l’un âgé de 72 ans, habitant Dieppe et l’autre, un armurier de 43 ans, domicilié également rue de la Barrière. Le milieu d’origine semble donc s’ancrer dans la bourgeoisie commerçante.
Il n’a qu’une sœur aînée, Marie, qui entra plus tard dans la congrégation des Filles de la Charité. Souffrant d’une scoliose prononcée, dès l’âge de 2 ans et ½, il endure avec courage les divers équipements censés redresser sa colonne vertébrale. On le maintient souvent couché ; à l’école, il a plus tard un pupitre spécial, pour le maintenir au contraire en position verticale. Ses parents quittent Elbeuf, alors qu’il a environ 10 ans, pour s’installer à Rouen. On a écrit qu’Émile Bureau avait fait faillite , mais il semblerait plutôt que ce soit l’acheteur de son magasin d’Elbeuf qui ait fait faillite.
Son handicap ne l’empêche pas de faire des études, de plus en plus brillantes, payées par sa famille, qui doit donc avoir une certaine aisance. Il est inscrit à la célèbre institution Join-Lambert, établissement catholique rouennais dont l’internat est situé à cette époque à Bois-Guillaume. Il devient bachelier ès lettres mais obtient aussi le baccalauréat ès sciences en candidat libre. Il poursuit des études de droit à l’Université de Caen (Rouen n’étant pas encore, à cette époque, une ville universitaire), puis à partir de 1886 à la Faculté libre de droit de Paris, où deux prix (droit civil et droit administratif) lui sont décernés en 1890.Il obtient la même année son doctorat en droit.
Il est exempté de service militaire « pour cause d’inaptitude physique » ; il souffre en effet toujours de sa « scoliose syphose ».
Il voyage cependant beaucoup : en 1889, il part perfectionner son anglais et étudier les pratiques éducatives Outre-manche. Plus tard, il s’embarque pour les États-Unis et visite l’Exposition universelle de Chicago (1893). Il voyage en Belgique, Italie, Allemagne (dont il a appris la langue), en Norvège , mais aussi en Tunisie.
À 25 ans, il s’inscrit au Barreau de Dieppe, sans doute parce qu’entretemps sa famille y a déménagé : son père y est devenu entrepreneur de carrière de marne.Il plaidera rarement, mais restera inscrit au Barreau jusqu’à sa mort. Il est d’ailleurs élu à trois reprises membre du Conseil de l’ordre, la dernière fois en 1913.
Paul Bureau épouse le 18 mars 1896, à Prissé-la-Charrière (Deux-Sèvres), à l’âge de 31 ans, Marie Ernestine "Thérèse" Bastard (1870-1943), fille d’un polytechnicien, Louis Joseph "Maxime" Émé Bastard (1821-1907), capitaine de frégate à la retraite, officier de la Légion d’honneur et de Marie-Thérèse Le Roux de Bretagne (1844-1925). Dix enfants naissent mais le couple aura la douleur de vivre le décès de deux d’entre eux : Jean (1896-1981), Élisabeth (1897-1993), Jacques (1899-1899), Marie Monique Eugénie (1900-1971), Monique (1901-1911), Bernard (1903-1977), Félix (1905-1972), Robert (1907-1983), Édith (1909-1995), Rémy (1912-1972).
Le couple habite à Paris où enseigne Paul Bureau, mais revient très fréquemment à Dieppe où il possède la villa Les Semailles, qui a été bâtie selon ses plans (et qui existe toujours), 24 rue de Rouen (aujourd’hui avenue Gambetta).
Juriste de formation (il est titulaire d’un doctorat et avocat inscrit au barreau de Dieppe), Paul Bureau enseigne à l’Institut catholique de Paris, fondé en 1875 (à la Faculté Libre de droit).Selon le cursus habituel, il y est d’abord chargé de conférences à partir de 1891, puis professeur suppléant (au moins dès 1893), professeur-adjoint en 1896 et titulaire en 1902.Dès 1899 il signe néanmoins un ouvrage en tant que « professeur de Droit international public à l’Institut catholique de Paris ». Il y enseigne jusqu’à son décès. Il donne également des conférences à l’École des Hautes Études Sociales  à partir de 1900, à la demande d’Alfred Croisset, membre de l’Institut et Doyen de la faculté des lettres de Paris. Plus tard, en 1921 et 1922, la Sorbonne lui permet de donner un cours libre en sciences sociales. Il participe également à l’expérience des premières universités populaires.
Auteur de nombreuses publications, professeur donnant de multiples cours, Paul Bureau fut aussi un conférencier actif avant la guerre, notamment en Seine-Maritime, à Dieppe, Rouen, Le Havre, ainsi qu’à Elbeuf, où l’invite par exemple l’abbé Charles Alleaume, supérieur de l’École Fénelon, pour un exposé sur les questions syndicales.
Consécration sans doute pour lui, il est nommé chevalier de la Légion d’honneur, par décret du 20 septembre 1920, sur rapport du ministre de l’Hygiène. Celui-ci déclare que Paul Bureau « a marqué sa place au 1er rang parmi les promoteurs des œuvres poursuivant le relèvement de la natalité française et a redoublé d’efforts pendant la guerre. » Le ministre certifie en outre « qu’il résulte de l’enquête que la moralité de M. Bureau permet son admission dans l’ordre de la Légion d’honneur ». La remise de la décoration a lieu à Paris, le 6 mars 1921, par l’intermédiaire de l’homme qu’il a lui-même choisi (ainsi que le veut la coutume) : son ami Henry Jandon, officier de la Légion d’honneur.
Dans les années 1920, Paul Bureau est domicilié dans le VIe arrondissement de Paris, au 83 rue du Cherche-Midi . Mais la préface de son dernier ouvrage publié en 1923, peu avant sa mort, a été écrite à Dieppe, dans sa villa Les Semailles. Il était resté très attaché à cette ville. Elle est signée du 30 septembre 1922. Sentant sans doute sa fin proche, il y retrace et explique son parcours de juriste et de sociologue, depuis 1885 et ses études à Rouen.
Paul Bureau meurt dans son domicile parisien, le 7 juin 1923, âgé de seulement 57 ans. Ses obsèques sont célébrées en la chapelle de l’Institut catholique et il est inhumé le 11 juin 1923 au cimetière de Montrouge.
Son décès donna lieu à la parution de très nombreuses notices nécrologiques dans la presse régionale  et nationale  au moment de son décès. Rien dans l'Elbeuvien. En revanche un autre journal elbeuvien, L'Impartial écrit : "Il y a peu, M. Paul Bureau était venu ici donner une remarquable conférence sous l'égide du Cercle Montalembert. Profondément chrétien, mais très libre dans ses jugements sur les hommes, il disait crânement et sans détour ce qu'il croyait être le bien". Parmi les nombreux jugements énoncés dans ces articles, on peut retenir notamment celui-ci : « âme droite jusqu’à la raideur, cœur énergique jusqu’à la rudesse » (…) l’éducation morale, le relèvement de la natalité, la paix religieuse perdent en lui un de leurs plus surs défenseurs. »
Une rue de Rouen porte son nom.
Le centenaire de sa mort a été célébré à l'hôtel de ville d'Elbeuf en 2023, en présence de quelques-uns de ses descendants et du maire d'Elbeuf Djoudé Mérabet.
Paul Bureau avait acquis une réelle notoriété de son vivant, notamment du fait des nombreuses polémiques intellectuelles dans lesquelles il s’engagea et des nombreuses associations auxquelles il participa activement. Durant l’entre-deux-guerres, ses écrits sont encore souvent cités et influencent toujours la mouvance du catholicisme social. Néanmoins, force est de constater qu’il fut très vite critiqué par les sociologues. Après 1945, son œuvre subit le même sort que celle du mouvement leplaysien dans son ensemble : oubli, voire mépris. Seuls les partisans de Durkheim, dont il s’était un peu rapproché vers la fin de sa vie, continuent à voir en lui « le meilleur représentant de la science sociale leplaysienne ».

## Juriste mais aussi sociologue
Paul Bureau fut un fervent disciple de Le Play, à la suite d'une rencontre décisive avec deux de ses disciples : l’abbé Henri de Tourville et Edmond de Demolins, qui avaient fondé en 1886 la revue La science sociale suivant la méthode d’observation. Il y publie en 1893, une étude remarquée sur la baisse du revenu, qui sera ensuite publié en librairie. Frédéric Le Play (1806-1882), ingénieur, économiste et sociologue fut le fondateur de « l’économie sociale ». Sa méthode était basée notamment sur la rédaction d’études de cas, de monographies très détaillées. Il s’agit, à partir d’enquêtes sur le terrain et d’interviews, de décrire très soigneusement les modes de vie (habitat, condition familiale, revenus) et les comportements. Pareillement, Paul Bureau manifestera constamment le goût de l’expérience vécue et de l’enquête sur le vif , que ce soit dans l’analyse des grèves d’Elbeuf, des situations anglaises ou l’étude des paysans de Norvège.

## Homme de débats et de combats
« Cette personnalité attachante et complexe s’engage avec pugnacité (un trait de son caractère bourru) » dans les grands débats de la IIIe République : les rapports patrons-ouvriers et la question syndicale, la séparation des Églises et de l’État, l’expulsion des congrégations religieuses, la lutte contre la dénatalité et la dépopulation. Un de ses biographes  le qualifie « d’Alceste catholique », en référence au Misanthrope de Molière.
Catholique fervent et militant, il ne cesse de dialoguer avec les autres religions, notamment au moment de l’Affaire Dreyfus. Il est aux côtés des Dreyfusards, fustigeant les milieux conservateurs qui laissent se développer l’antisémitisme, et fait partie des quelque deux cents signataires qui se déclarent dreyfusards au Comité catholique pour la défense du droit. Il soutient aussi la création de la Ligue des droits de l’homme, pourtant très anticléricale. Cela lui vaudra bien des attaques très violentes de la part des périodiques catholiques. En revanche, il lutte farouchement avec les milieux socialistes et plus encore ceux de la Libre Pensée. S’il ne considère pas la séparation des Églises et de l’État comme une catastrophe, il s’indigne en revanche de l’expulsion des congrégations.
Croyant convaincu, son œuvre révèle toutefois « une tension constante entre liberté de la recherche intellectuelle et respect de l’autorité religieuse. Plus d’une fois, l’autorité de tutelle fera taire son serviteur. »  Il occupe en effet la difficile position d’un laïc enseignant dans une institution catholique, placée sous l’autorité d’un collège d’évêques.
Paul Bureau met toujours la question morale au premier plan dans ses discours, dans son œuvre scientifique, comme dans sa pratique d’acteur engagé dans les combats politiques et sociaux. Ce catholique, juriste et sociologue, s’avère avant tout un moraliste. (En lui « le juriste s’efface définitivement dans la première moitié du 20e siècle, derrière le moraliste » ).Dans son ouvrage La crise morale des temps nouveaux, il dénonce tout à la fois l’hypocrisie de la bourgeoisie et celle de la classe ouvrière, les malhonnêtetés collectives (électorales, parlementaires, syndicales), la lâcheté des laïcs, des catholiques et des prêtres, les dérives de la jeunesse… Il renvoie dos à dos « les enfants de l’esprit nouveau » comme « les enfants de la tradition » (qui n’ont rien appris, rien compris). Le grand historien Henri Hauser fera remarquer cependant que de tels maux peuvent être observés à toutes les époques … Ce livre suscita bien des remous et fut condamné à Paris, mais aussi à Rome.
Profondément croyant, il fait preuve – avant 1914 – d’un bel optimisme : « N’ayons jamais peur de saluer avec enthousiasme tous les progrès et toutes les découvertes ; l’unité du plan providentiel sait les coordonner vers la même fin, l’avènement sur la terre du règne du Père qui est aux cieux. Quoiqu’il arrive à cette heure ou à cette autre, les années et les siècles s’emploient toujours à détruire le mal et à construire le bien. » Il est difficile de savoir si les horreurs de la Première Guerre mondiale lui firent perdre, ou non, cette belle assurance…
Paul Bureau s'engage aussi, avec les catholiques sociaux, pour la défense des droits des ouvriers. Il participe aux Semaines sociales, sessions de formation destinées au clergé. Plus d'une fois, la hiérarchie catholique le fera taire. On peut considérer, à la lumière des conclusions de Vatican II, que Paul Bureau fut en avance sur son temps.
Son livre Le Contrat de Travail. Le Rôle des Syndicats Professionnels (1902) est consacré aux grèves survenues à Elbeuf en 1900 dans le textile et la fabrique de stéarine de Saint-Aubin-lès-Elbeuf. Il procède, selon la méthode du sociologue Le Play à une étude minutieuse de la vie ouvrière locale (salaires, habitat, familles) et des méthodes d'action des ouvriers et des patrons. Il regrette l'inexistence de contrat collectif de travail protecteur et le manque d'organisation juridique des syndicats, comparé aux Trade Unions  anglais.
Comparant la situation en Angleterre et en France, il décrit longuement  ces grèves de 1900 qu’il a vécues au plus près. Il cherche à démontrer que l’absence d’organisation syndicale forte  entraîne des revendications spontanées et anarchiques, ne débouchant sur rien. Il prône au contraire le rôle de syndicats responsables « à l’anglaise », capables de canaliser et de structurer les mouvements et de répondre aux attentes, tout en limitant la durée des arrêts de la production. Pareillement, les patrons qui s’arrangent séparément avec leurs ouvriers sans s’inquiéter des répercussions sur leurs collègues, provoquent la multiplication des grèves « parcellaires » (une quarantaine au total). Pour P. Bureau, cette absence de cohésion ouvrière ou patronale résulte d’un manque « d’éducation économique » et entraîne la multiplication des conflits sociaux, qui pourraient être évités.
Cette position originale semble très différente des vues de l’encyclique Rerum Novarum du pape Léon XIII (1891) qui prônait le retour aux corporations. D’autres déclarations, comme « la bourgeoisie jouit d’avantages économiques excessifs (…) le travailleur manuel a conscience qu’il est victime de quelque méfait qui ressemble à une soustraction frauduleuse et à un larcin », qui semblent faire de lui un allié objectif du mouvement ouvrier, lui vaudront bien des critiques. Il dénonce pareillement les « syndicats jaunes », créations patronales. Par certains côtés, on pourrait le situer dans la lignée des Lacordaire, Ozanam ou Montalembert et du mouvement du catholicisme social.

## La foi mûrie du croyant
Catholique profondément croyant, Paul Bureau n’a pas posé ses positions religieuses comme postulat de ses analyses. Sa probité « structurelle », lui a fait dénoncer tout ce qui pouvait ressembler à un artifice, un compromis, lorsqu’il aborde les grands débats de la IIIème République. Sortant des manichéismes de son époque, et convaincu de la complexité des questions sociétales présentes dans ces débats, il s’est efforcé de faire ressortir les conflits des impasses dans lesquels la vie risque d’engager tout homme. Pour lui, l’approche de telles questions devait se faire par le haut, seule voie à même d’assurer une cohérence aux actes marquant notre cheminement. Cette conviction se trouve dans son Introduction à la méthode sociologique : « Toute vie d’homme est la traduction vécue d’une métaphysique consciente ou inaperçue ». 
Il ne lui a pas suffi de placer la religion comme fondement le plus sûr de la morale, s’opposant par-là aux « penseurs libres qui, pour mieux fonder la constitution purement humaine de la société, refusent de considérer le sentiment religieux comme un facteur social ». Il a dénoncé aussi ce qu’il considérait comme des manipulations de la religion, avec ces « catholiques qui trop souvent se sont faits les défenseurs d’un individualisme libertaire, anarchique et destructeur de vie sociale ».
Il estima aussi nécessaire d’affirmer haut et fort ce  qui  était à l’origine de ses combats : dans une séance publique, à la Sorbonne, en présence du président Raymond  Poincaré, lors de la séance inaugurale de la Ligue Française pour l’éducation morale, qu’il affirme sa foi catholique, sa soumission aux dogmes et à l’autorité de l’Église, précisant : « je ne suis ni dupe, ni complice,  ni prisonnier ; il m’a paru que je n’avais pas le droit de voir avec tant de complaisance ce qui pouvait nous diviser et d’oublier avec tant de facilité ce qui pouvait nous unir ». Cette affirmation était bien en cohérence avec son fil conducteur « que vaut une sécurité d’apparence auprès d’une étape vers la vérité ? »

## Lutte contre la dénatalité
Paul Bureau, qui rappelons-le donne l’exemple en ayant été lui-même le père de dix enfants – ce qui était alors très rare dans les milieux intellectuels de la bourgeoisie parisienne –consacre la fin de sa vie à la défense de la natalité et de la famille. La France, marquée par un fort malthusianisme depuis la fin du XVIIIe siècle, qui lui a fait perdre sa primauté en Europe, enregistre certaines années davantage de décès que de naissances. L’hécatombe de jeunes hommes durant la Première Guerre mondiale accentue encore ce déclin, face à un empire allemand au contraire en pleine croissance démographique. On commence à parler de dépopulation, de désastre comparable à celui de Sedan, voire de suicide national. P. Bureau préside l’association Pour la Vie, « ligue pour le relèvement de la natalité française », dont les locaux se situent, dans les années 1920, 32 rue Madame, dans le VIe arrondissement de Paris. Il est par ailleurs le directeur du journal Pour la Vie, publié par son association. On notera qu’il semble donc se tenir à l’écart de la très puissante et active Alliance nationale pour l’accroissement de la population française, créée en 1896 par le Docteur Bertillon .
Membre du Conseil supérieur de la natalité, il est en outre rapporteur général au Congrès de la natalité organisé à Nancy en septembre 1919 et à nouveau rapporteur au congrès national de la natalité, organisé à Rouen par la Chambre de commerce de cette ville du 23 au 26 septembre 1920, sous la présidence du ministre du Commerce et de l’Industrie.
P. Bureau est aussi président de la Ligue pour le relèvement de la moralité publique, vice-président de la Ligue d’Éducation Morale et membre du Conseil d’administration de l’Union des foyers franco-américains.
Membre de la Société française d’eugénique, qui vise à régénérer  l’espèce humaine en améliorant aussi les conditions morales, économiques et environnementales, il fait partie de la délégation française présente au 1er congrès international d’eugénique à Londres en 1912.
Il se déclare également membre de l’Académie Stanislas de Nancy.
Du fait de sa notoriété et de ses engagements, on le devine certainement membre actif ou honoraire de diverses autres associations. Il a donc eu une vie publique et sociale très active.

## Publications
Il a publié de nombreux ouvrages de droit et « d’économie politique », dont une dizaine a été numérisée et rééditée par la Bibliothèque nationale et la Librairie Hachette. Il n’est pas possible de citer, voire de retrouver, tous les articles (sans doute plus d’une centaine, peut-être davantage), publiés par ce rédacteur infatigable, dans des revues très diverses. Le Journal des finances annonce régulièrement être publié « avec sa collaboration ». On y trouve de nombreux articles signés Paul Bureau, de même que dans plusieurs autres journaux. Ces articles ont souvent été, en outre, repris et commentés dans d’autres journaux. Il a donné également de nombreuses conférences à Paris et en province.
- Droit romain : De la renonciation par la femme mariée aux sûretés et aux garanties légales ou conventionnelles qui assurent la conservation de ses biens paraphernaux et la restitution de sa dot. Droit français : De la renonciation à l'hypothèque légale par la femme du vendeur. Loi des 13-15 février 1889, thèse pour le doctorat soutenue à Paris le12 juin 1890, Paris, A. Giard, 1890, 127 p.
- La diminution du revenu. La baisse du taux de l'intérêt et des revenus fonciers, Paris, Firmin-Didot et Cie,1893 ou 1890 ?, 131 p.
- Le homestead, ou L'insaisissabilité de la petite propriété foncière, Mémoire couronné par l’Académie des sciences morales et politiques (Prix Rossi, 1894), Paris, Arthur Rousseau, 1895, VII-391 p.
- L'association de l'ouvrier au profit du patron et la participation aux bénéfices, Paris, Arthur Rousseau, 1898, XIX-322 p. (ouvrage couronné par le Musée social, concours de 1896).
- Le conflit italo-colombien (affaire Cerruti), la condition des étrangers en droit international public et les lacunes de la procédure arbitrale internationale, Paris, Arthur Rousseau, 1899, 147 p.
- El conflicto italo-colombiano (pleito Cerruti), la condición de los extranjeros en derecho internacional público y las lagunas del procedimiento de arbitraje internacional (traducción española), Paris, Arthur Rousseau, 1899, 136 p.
- Montceau-les-Mines et le paternalisme, La Chapelle-Montligeon, impr. de Notre-Dame de Montligeon, 1901.
- « Le règne de l’anarchie dans les relations entre employeurs et employés. Les grèves d’Elbeuf », La science sociale suivant la méthode d’observation de F. Le Play, Paris, Firmin Didot, t. 31, février 1901, p. 105-120, avril 1901, p. 293-314, juin 1901, p. 511-528 et t. 32, août 1901, p. 120-139.
- Le contrat de travail. Le rôle des syndicats professionnels, Paris, Félix Alcan, 1902, 276 p.
- « La propriété foncière à Rome », dans La Science Sociale, suivant la méthode d’observation, Edmond Demolins dir., t. 35, 1903, 20 p.
- « L'œuvre de Henri de Tourville », également dans La Science Sociale, suivant la méthode d’observation, Edmond Demolinsdir., t. 35, 1903, 32 p.
- Le paysan des fjords de Norvège. Étude de science sociale, Paris, Bureaux de la Science Sociale, 1906, 339 p.
- La crise morale des temps nouveaux, Collection Études de morale & de sociologie, Paris, Bloud et Cie., 9ème édition, 1908, XII-462 p.
- Le droit de grève, (ouvrage collectif), leçons professées à l'École des hautes études sociales

Paris, F. Alcan, 1909, x-270 p.
- La Séparation de l'Église et de l'État devant le Parlement et les tribunaux, étude sociale documentaire, Paris, Bureaux de la Science sociale, 1912, 152 p.
- Vers la vie. La restriction volontaire de la natalité et la défense nationale, Bordeaux, Comité français pour le relèvement de la natalité, 1913, 40 p.
- Questions du jour. La restriction volontaire de la natalité et la défense nationale. Étude sur la famille instable en Champagne, Paris, La Science sociale, 104e fasc.,

1913, 108 p.
- L'indiscipline des mœurs. Étude de science sociale, Paris, Bloud et Gay, 1920, 608 p. (Prix Le Dissez de Penanrun) ; réédité en 1921.
- Quinze années de séparation. Étude sociale documentaire sur la loi du 9 décembre 1905, Paris, Bloud & Gay, 1921, VIII-248 p.
- Préface à l’ouvrage de Marcel Dijol, docteur en droit, avoué à la cour d'appel de Montpellier, professeur à l'École supérieure de commerce, La Justice dans les contrats et les obligations lésionnaires, Mâcon, impr. Protat frères et Paris, Librairie de la Société du Recueil Sirey,1921, XI-122 p.
- La Sciences des mœurs. Introduction à la méthode sociologique, Paris, Bloud & Gay, 1923,328 p. (ouvrage récompensé par l’Académie des Sciences morales et politiques, prix Joest).

### Articles de journaux
La Science sociale
- « Les tartares khalkas », mai, juillet, octobre 1888 et mai 1889.
- « Mon séjour dans une petite ville d’Angleterre », janvier, mars, juillet 1890.
- « Les nouvelles tendances dans l’Église catholique. À propos d’un discours de Mgr Ireland », février 1894.
- « Le congrès des trade-unions à Édimbourg », novembre 1896.
- « Les solutions théoriques de la détermination des salaires », décembre 1901.
- « Le problème de la détermination du salaire et la solution collectiviste », avril 1902.
- « La propriété foncière », septembre, octobre 1902.
- « La propriété foncière à Rome », décembre 1902, février et septembre 1903.
- « L’œuvre de Henri de Tourville », juin 1903.
- « La séparation de l’Église et de l’État devant le Parlement et les tribunaux », janvier 1912, 89e et 90e fasc.
- « La restriction volontaire de la natalité et la défense nationale », mai 1913. (Cf. également une brochure sous le même titre publié par le Comité français pour le relèvement de la natalité).

Revue hebdomadaire
- « L’avenir de la Norvège », 8 septembre 1906.
- « Notre malaise en face du problème social de la liberté », 11 mai 1907.
- « M. Demolins et la Science sociale », 14 septembre 1907.
- « Les théories sur le taux des salaires et l’idée de justice », 17 décembre 1910.
- « Les jardins d'enfants », 15 mai 1912.
- « Première encyclique de sa sainteté Benoît XV (1ernovembre 1914) », 10 janvier 1915,
- Divers articles dans l’édition de guerre de la Revue hebdomadaire en 1914 et 1915.
- « Les réparations nécessaires – La dépopulation – Le rôle de la bourgeoisie française », 24 juin 1916.
- « La Société des nations », 8 mars 1919.
- « La vie chère », 16 août 1919.
- « Les élections », 1er novembre 1919.
- « Huit milliards d’impôts nouveaux », 1er novembre 1920.

Demain
- « Les tendances révolutionnaires chez les travailleurs manuels. À propos des grèves de Longwy », 3 novembre 1905.
- « Les syndicats jaunes », 24 novembre, 22 décembre 1905.
- « Vingt-cinq années de laïcisme. Contribution à l’histoire des idées », 2 mars 1906.
- « À propos du 1er mai », 11 mai 1906.
- « La participation aux bénéfices », 6 juillet 1906.
- « L’étude méthodique et la probité dans l’Action sociale », 31 août 1906.
- « L’Action sociale et la politique », 2 novembre 1906.
- « Les tribunaux pour enfants », 7 décembre 1906.
- « Les catholiques et la politique », 5 juillet 1907.

Bulletin de la semaine
- « Le contrat collectif de travail », 4 juillet 1906.
- « Petite réflexion sociale sur la neige », 13 janvier 1909.
- « Méditation électorale », 20 avril 1910.
- « La grève et les droits de la vie collective », 28 décembre 1910.
- « À propos des catholiques sociaux », 6 avril 1911.
- « Les deux morales », 31 mai 1911.
- « La vie privée et la vie publique », 6 décembre 1911.
- « Les coffres-forts et le fisc », 21 février 1912.
- « La répression de la propagande néo-malthusienne », 20 mars 1912.

L’âme française
- « Les méthodes américaines de guerre et de paix », 14 décembre 1918.
- « Une embarrassante question (La théorie du salaire) », 19 avril 1919.
- « La foire d’empoigne et le besoin d’organisation », 26 juillet 1919.
- « Petites notes de méthode sociologique », 10 janvier 1920 et suiv.
- « Le droit des nationalités », 11 juin 1921.
- « La déflation monétaire », 17 juin 1922.
- « La semaine nationale du blé », 3 février 1923.

La nouvelle journée
- « La démocratie et la crise morale », mars 1922.
- « F.-W. Foerster, le moraliste », mars 1923.

La démocratie
- « Les grèves se suivent et ne se ressemblent pas », 18 octobre 1910.
- « Propos de lendemain de grève », 8 avril 1912.
- « Une heureuse évolution de l’opinion », 4 mai 1912.
- « L’alcoolisme. Un document », 19 mai 1912.
- « Deux évolutions imprévues », 2 juin 1912.
- « Salaires féminins », 14 février 1912.
- « La vie dangereuse », 19 juin 1912.
- « La lettre et l’esprit », 29 juin 1912.
- « Une mauvaise querelle », 3 juillet 1912.
- « L’Eugénique », 17 juillet 1912.
- « Industrie et moralité », 31 juillet 1912.
- « Petites réflexions sur la violence », 14 août 1912.
- « Richesse et production », 28 août 1912.
- « La racine de l’affirmation démocratique », 11 septembre 1912.
- « La désertion des campagnes », 25 septembre 1912.
- « Bougeotte et vie intérieure », ç octobre 1912.
- « Coopération et solidarité », 26 octobre 1912.
- « 1389-1912 (Sur la Serbie) », 20 novembre 1912.
- « Le Pacifisme à l’épreuve », 4 décembre 1912.
- « La semaine décisive », 13 décembre 1912.
- « Le pacifisme et la guerre balkanique », 20 décembre 1912.
- « Bonne année », 1er janvier 1913.
- « L’âme musulmane », 15 janvier 1913.
- « Une définition nouvelle du mariage », 29 janvier 1913.
- « Néomalthusianisme et tempérance », 12 février 1913.
- « Le service de trois ans », 26 février 1913.
- « Capitalisme et syndicalisme », 30 mai 1920.

Divers
- Articles mensuels dans Pour la vie, janvier 1914 à juin 1923.
- « Réponse à l’enquête sur Les conditions du retour au catholicisme, par le Dr Marcel Rifaux, Paris, Plon, 1907.
- « Le travail à domicile », Le Mutualisme français, 15 avril 1909.
- Journal des débats politiques et littéraires : « le traitement des fonctionnaires et la repopulation », 17 janvier 1919, p. 3.
- « La caisse de compensation du Syndicat des Métallurgistes dauphinois », L’Expansion économique, février 1919.
- « La force. Servir », Revue de la Société des Foyers de l’Union franco-américaine, avril 1922.
- Notes de jurisprudence dans le Recueil périodique Dalloz et le Répertoire pratique Dalloz.
- Articles divers dans L’Education, L’Eveil démocratique, La Française, La Jeune République, L’Économie nouvelle (août 1919), Le Journal des finances (par ex. « Les problèmes de la démobilisation », 16 novembre 1918, p. 1-2) , La Libre-Parole (notamment les 25 novembre, 5 décembre, 25 décembre 1918 ; 14 janvier, 6 février, 4 mars, 17 mars, 17 juillet, 2 août, 1er septembre 1919) , Le Peuple français, Le relèvement social, L’union morale etc.